# 陳紀宗
陳紀宗（1964年—2009年9月14日），生於高雄市左營區海軍眷村海光二村，畢業於海軍官校75年班，曾任海軍潛艦上校艦長。2009年因從海龍號潛艇落海殉職，追晉中華民國海軍少將。

## 履历
- 1987年，進入中華民國潛艦訓練中心受訓，接受為期一年潛艦基礎學科教育。
- 1988年，進入海龍軍艦服役，從最基層見習官做起。
- 1990年，派任海虎軍艦艦艦務官。先後歷任海軍海虎軍艦兵器長、海軍海獅軍艦輪機長、海軍海豹軍艦作戰長、海軍海龍軍艦補給長、海軍二五六戰隊情報官、海軍二五六戰隊訓練官、海軍二五六戰隊教育官、海軍二五六戰隊作戰長、海軍二五六戰隊支援艦副艦長、海軍海龍軍艦副艦長、海軍總司令部參謀官。
- 2008年9月，派任中華民國海龍軍艦艦長，經歷海軍水面艦艇、茄比級潛艦及劍龍級艦長達20年，潛航經驗豐富，是一位合格水面航行值更官。
- 2008年9月，獲登入中華民國潛艦名人榜。

## 落海殉职

### 事件经过
2009年9月14日下午2时48分，海龍艦自左营軍港出海，執行海鲨操演艦艇艇自訓課目演練任務。下午3時7分，左营軍港外海1.3海里處海域因受颱風外圍環流影響，出現間歇性大浪，當時陳紀宗上校艦長於帆罩頂部（稱之駕駛台或艦橋）被突然襲來的14公尺高巨浪擊中落海，8分鐘內便告失蹤。海軍隨即派遣 500MD、S-70C(M)-1/2反潛直升機、海鷗級飛彈快艇、永陽級遠洋掃雷艦等軍機與軍艦前往落海地點搜救，空軍第四聯隊亦出動海鷗救難直升機協助搜尋。儘管所有潛艦人員都接受過游泳及潛水訓練，能在攝式20度海水中至少漂浮30分鐘，但當時海象惡劣，且研判陳艦長落海時已身受重傷，生還機率不高。兩天後，陳艦長遺體在左營軍港外海3.1海浬被尋獲，這是海龍艦成軍20年以來最嚴重的意外事件，也是中華民國海軍第一起艦長落海殉職事件。

### 事件探討
- 艦長落海殉职，外界質疑是否潛艦老舊，難以應變救人。
- 海軍官員強調是海象太差惹的禍。
- 高雄市「海長發二號」漁船長王春源說，最近東沙島附近有颱風，台灣海峽會有長浪（即長湧），長湧威力驚人，即使是潛艦，一旦被長湧打到，要救落海的人也不容易。
- 潛艦設計是潛航，不是浮航，帆罩頂部(稱之駕駛台或艦橋)高達13公尺，但當天風浪有四至五級，但長湧驚人又來得突然，艦長站在帆罩最高處瞭望值更，再強壯的人也抵擋不了巨浪。
  - 中國宋級潛艦及部份俄國服役潛艦，為因應近海及遠洋海域作戰，避免不了要浮在水面航行，設計時艦長及值勤艇員可以於帆罩內部監看，極為安全。
  - 荷蘭設計的劍龍級潛艦並未有項安全配備，且屬於小型潛艦，排水量小，離開港口後，完成下潛準備時潛艦的吃水變深，艦橋水面接近，每一位潛艦人都有這種經驗，常常像衝浪者從水裡面竄出。只差別在陳紀宗是遭巨浪捲走，可能掉落在堅硬的甲板，就如同從6層樓高地方墜地，存活的機會本來就十分渺茫。
  - 1958年，中華民國海獅號（原美軍 USS-478 Cutlass 短劍號）於格陵蘭島海域，參加冰島和英國的聯合空中和潛艇的障礙演習。在波濤洶湧的格陵蘭島海域，美國海軍中將威廉·湯普森不慎落海而失蹤。返回美國諾福克港後，帆罩高玻璃纖維帆再次重新設計，以提高整體的適航性。